# Brevipalpus psychotriae
Brevipalpus psychotriae är en spindeldjursart som beskrevs av De Leon 1961. Brevipalpus psychotriae ingår i släktet Brevipalpus och familjen Tenuipalpidae. Inga underarter finns listade.